# Felsenauviadukt
Das Felsenauviadukt, ursprünglich und daher meist in der Literatur Felsenaubrücke Bern bezeichnet, steht im Norden der Stadt Bern und ist mit einer maximalen Spannweite von 156 Metern eine der bedeutendsten Brücken in der Schweiz. Es ist Bestandteil der Autobahn A1 und liegt zwischen der Anschlussstelle Bern-Neufeld und der Verzweigung Bern-Wankdorf. Das Viadukt überquert in 60 Meter Höhe das Tal der Aare. Die Brücke wurde zwischen 1972 und 1974 gebaut, am 4. September 1975 eröffnet und kostete ungefähr 27 Millionen Schweizer Franken. In den Jahren 2010 und 2011 wurde das Viadukt umfassend saniert. Unter anderem erhielt es neue Randmauern, Abdichtungen und Beläge.

## Konstruktion
Die Spannbetonbrücke wurde von Christian Menn entworfen und hat eine Gesamtlänge von 1116 m bei 17 Feldern mit Spannweiten von 38 m + 5 × 48 m + (94 + 6) m + 2 × (144 + 12) m + (94 + 6) m + 6 × 48 m + 38 m. Die östlichen 200 m der fugenlosen Brücke haben im Grundriss einen Radius von 800 m, in Richtung Wankdorf besteht ein mittleres Längsgefälle von 1,8 %, Fahrbahnübergänge für 42 cm Verformungsweg sind an den Widerlagern vorhanden. Der Überbau ist ein relativ schmaler einzelliger Spannbetonhohlkasten mit geneigten Stegen bei einer Gesamtbreite von 26,2 m und beidseitig 7,6 m auskragender Fahrbahnplatte. In den Nebenfeldern hat der Überbau eine konstante Konstruktionshöhe von 3,5 m, in den Abschnitten mit den grossen Spannweiten ist er gevoutet und besitzt in Feldmitte eine Querschnittshöhe von 3,0 m und über den Doppelpfeilern von 8,0 m. Alle Pfeiler sind nur 7,46 m breit, mit einer Dicke von 2,4 m bei den Doppelpfeilern, welche im Abstand von 12 m stehen, und 1,8 m bei den Regelpfeilern.
Die Herstellung der Zufahrtsviadukte erfolgte auf Lehrgerüsten, wobei zuerst abschnittsweise der Hohlkasten und nachlaufend die weit auskragende Fahrbahnplatte betoniert wurde. Die vier Hauptfelder wurden im Freivorbau errichtet.
Das Felsenauviadukt ist nicht mit der im selben Stadtteil liegenden Felsenaubrücke zu verwechseln.

## Kletteranlage
Im Jahr 2024 wurde, grösstenteils finanziert durch die Berner Sektion des Schweizerischen Alpenclubs SAC, eine öffentliche Kletteranlage an zwei Brückenpfeilern gebaut, wie dies bei der Pérollesbrücke in Freiburg bereits seit 2002 der Fall ist.

## Trivia
Noch während der Bauzeit diente das Felsenauviadukt als Drehort für die Verfilmung des Dürrenmatt-Romans Der Richter und sein Henker. Kommissär Bärlach verfolgt den Wagen des Mörders Tschanz über die nur teilweise gebaute Brücke und lässt den Verbrecher bei der Brückenkante 60 Meter tief abstürzen, wobei der Absturz selber auf dem Viadukt über das Teuftal bei Heggidorn gedreht wurde.